# Bomba burząca 50 kg PuW
Bomba burząca 50 kg PuW – niemiecka bomba burząca wagomiaru 50 kg przeznaczona do zwalczania lekkich umocnień polowych. Około 2500 sztuk tych bomb zdobyto na opanowanym w czasie powstania wielkopolskiego poznańskim lotnisku Ławica i były następnie używane przez polskie Lotnictwo Wojskowe.
Bomba burząca 50 kg PuW miała kroplowy korpus zakończony statecznikiem. Korpus składał się z czterech części połączonych nitami. Bomba elaborowana była mieszaniną dinitrotoluenu z dinitronaftalenem i trinitronaftalenem. Bomba była uzbrajana zapalnikiem głowicowym. Zapalnik był zabezpieczony wyjmowaną przed lotem zawleczką. Uzbrojenie zapalnika po zrzucie następowało pod wpływem siły odśrodkowej wirującej wokół osi podłużnej bomby (ruch wirowy osiągnięto dzięki odpowiedniemu kształtowi brzechw). Stosowano dwa typy zapalników, jeden o działaniu natychmiastowym, drugi (nazywany minowym) działał z 60 s zwłoką.